# Trichis
Trichis es un género de coleópteros adéfagos de la familia Carabidae. Sus especies se distribuyen por el paleártico: sur de Europa, norte de África y mitad occidental de Asia, y el subcontinente indio.

## Especies
Se reconocen las siguientes:
- Trichis ceylonica (Ball & Hilchie, 1983)
- Trichis iranica Mandl, 1973
- Trichis maculata Klug, 1832
- Trichis pallida Klug, 1832
- Trichis petrovitzi Mandl, 1973